# زیندانلو سفلی
زیندانلو سفلی، روستایی از توابع بخش نوخندان شهرستان درگز در استان خراسان رضوی ایران است.
زبان  مردم زبان کرمانجی شمال خراسان است

## جمعیت
این روستا در دهستان شهرستانه قرار دارد و براساس سرشماری مرکز آمار ایران در سال ۱۳۸۵، جمعیت آن ۳۶۱ نفر (۷۷خانوار) بوده‌است.